# 家畜の除角

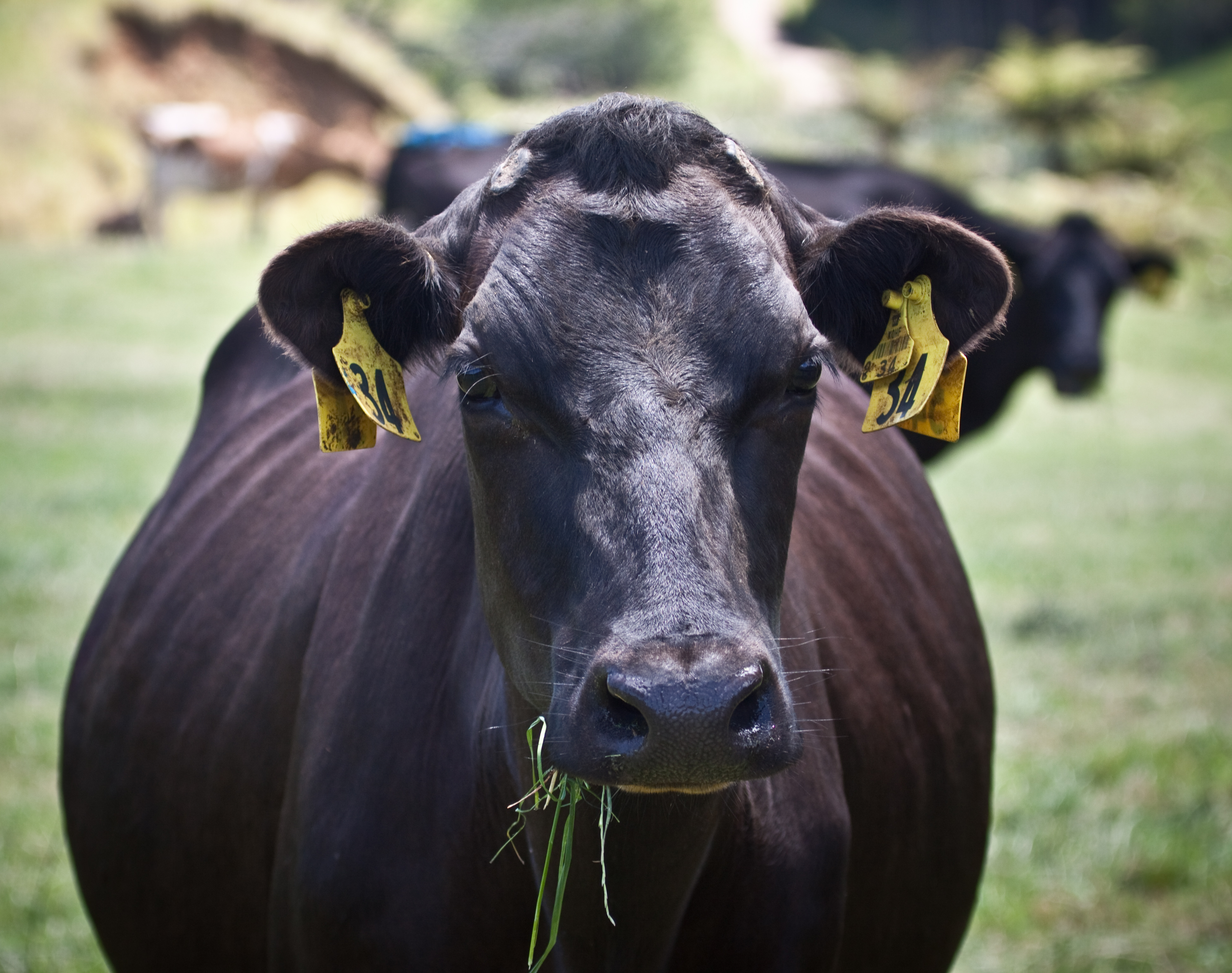
除角された牛（ニュージーランド）

除角・断角は、家畜の角を取り除くことである。断角を含めて「除角」と呼ぶこともある。
ウシ、ヒツジ、ヤギに対し、安全上の理由ないし経済的な理由で行われる。除角は角芽が成長する前に焼き切る等で角を除去する手法で、断角は成長した角を切断する手法である。断尾や去勢等と同様に、一般には若齢の動物で行われるほか、状況によっては不要とされる。
日本において飼養されている牛の多くは、アバディーン・アンガス種や無角和種を除き有角である。無角の家畜は自然発生することがあり、特定の品種には角がないが、種によっては無角種を生むことは容易ではない。一方、ヤギにおいて無角に関わる遺伝子と雌雄同体について関連性があるという研究があるものの、繁殖能力のある無角のヤギが生産されている。
角は、人間や他の動物、自身に危険を及ぼす可能性があるため除去される。除角や断角は、獣医師や専門家のもと局所麻酔や鎮静剤を使用した上で行うことが推奨されている が、2011年の調査によると、イタリアでは酪農家のうちわずか10%しか従っていないことが判明した 大きな角の除去は通常、ハエの活動が活発になる時期を避けるために春または秋に行われる。大きな角の場合は、出血を最小限にするために角の先端のみの除去が推奨される。2024年の調査では、日本では肉牛の71.1％、乳牛の89.7％が断角／除角されていると推定される。抗炎症剤と局所麻酔剤投与下で行えば牛はほとんど嫌がることなく炎症を起こすこともなく角を除去できるが、実施時に麻酔を使用する農家は肉牛で17.3%、乳牛で14％と低い。多くの飼育者は、工程が短時間で容易な若齢のうちに除角を行う。 除角や断角は、苦痛を伴うため議論の対象となっている。苦痛をストレスを伴う除角と言うネガティブ行動の経験は動物に悲観的な認知をバイアスさせるため、除角は、除角の一か月後の動物の増体にも影響を及ぼす。
問題解決のために遺伝子編集による無角牛作出もおこなわれているが、無角牛二頭を帝王切開により作出したところ、体重が過度に重く臓器や頭蓋に奇形がみられ、最終的に心血管疾患と診断されるなど実用化に至っていない。遺伝子操作はターゲット形質のみならず生理的にも行動的にもこれまで獲得してきたバランスを崩すことになることも問題とされる。

## 根拠

### 賛成
除角を支持する理由として、次のものが挙げられる。
- 角がヒトや動物、牛舎等を傷つける危険性がある。肉牛を突いた場合、枝肉にシコリ（筋炎）やアタリ（内出血）等の瑕疵が残り[12]、経済的価値を損ねる。角が妊娠牛を傷つけた場合は流産の原因になる。[13]
- 角がスペースを圧迫し、輸送や飼い葉桶の設置時に支障が出る。
- 角のある動物には特殊な器具が必要になる。
- 特定の種や個体によっては、角が頭部へ伸び、自身を傷つける可能性がある。
- 角が折れた際に出血や感染症を引き起こす可能性がある。
- 角が植物や柵に引っ掛かり、自身が負傷する可能性がある。
- 特に餌の周囲で、角のある動物は、無い動物より攻撃的になる可能性がある。除角を行うと群内での序列争いが鎮静化する[13]。

### 角を残す
除角に反対する理由として、次のものが挙げられる。
- 麻酔なしの除角や断角は、動物にとって苦痛を伴う[14] 。2011年に639の酪農家を対象とした調査では、52%の酪農家が牛に6時間以上苦痛が続いたと報告し、わずか10%が焼灼前に麻酔薬を使用しており、除角実施後に鎮痛剤を投与した酪農家は5%にとどまった。そういった酪農家は「鎮痛剤の費用を払うことや、獣医師により手術を行うことに積極的ではない」と回答した[5]。
- 角がある動物はオオカミやイヌ等の捕食者から自身や子を守る能力に優れている。
- 保定時に角を利用することができる。
- テキサスロングホーン、ハイランド、ホワイトパーク等、種によっては角の存在が伝統とされている牛がいる。
- 地域によっては角は文化的な意味があり、装飾させたり形状を変化させたりする。
- くびきの種類によっては、角が必要な場合がある。
- 暑い気候では、角は内部に通う血管により冷却や体温調節に役に立つ。

## 方法
除角は、獣医師や訓練された専門家のもと局所麻酔を打つことで高齢の動物にも行う事ができる。大きな角の除去は、ハエが活性化する時期を避けるために春または秋に行われる。特に強い拘束を要する大きい動物に対しては、鎮静が必要である。アメリカでは、食品の安全性を示すため、非ステロイド性抗炎症薬等の長期間用の鎮痛剤が利用される。
若齢期に除角をされなかった成牛は、角のとがった先端のみを切り落とすというのも一般的な手法である。この場合は出血しないほか、神経終末のない部位を切り落とすため動物への負担が少ない。この手法の場合、牛同士の闘争による負傷リスクは排除しきれないが、尖った角による刺し傷や失明のリスクを排除することができる。

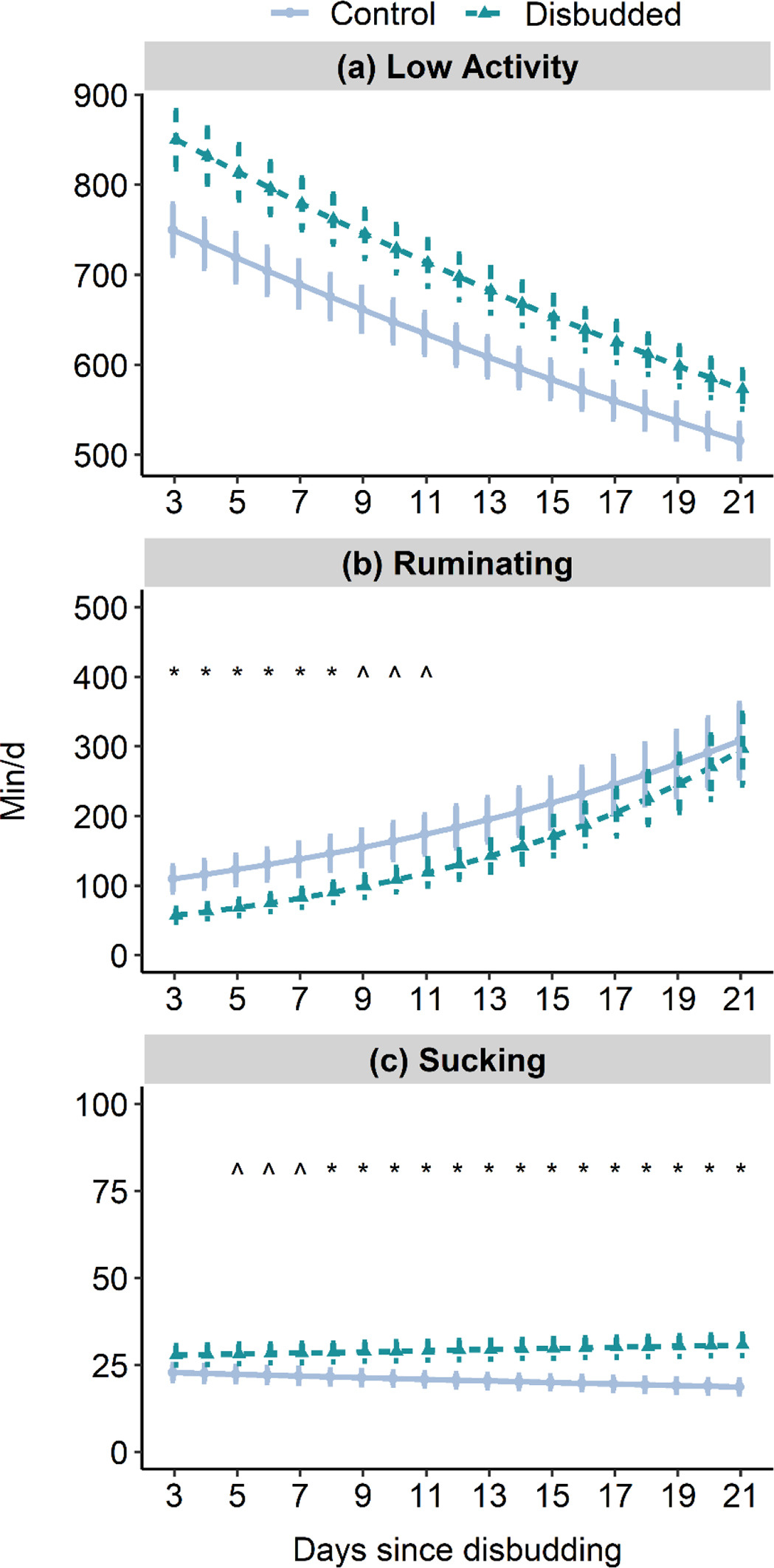
除角後、最低 3 週間は子牛の苦痛が増すことが示された。

動物が若齢の、角が小さい萌芽のときに行われる角の除去には次の方法がある。
- 焼灼は、角の成長点を焼き切るという手法である。これは牛の場合、角が大きくない3~4か月以下の若齢で行われる。牛の年齢が若いほど、苦痛やストレスは少なくなる。焼灼は通常、局所麻酔を施したうえで熱した鉄で行われる。
- 角根部にゴムリングを装着し脱落させる手法もあるが、長期間動物に苦痛を与え採食量の減少に繋がる可能性がある。
- 牛が2~3ヵ月齢未満の場合は、湾曲したナイフで角を除去することができる。角とその成長点を切り落とす簡単な手法である。
- 生後8か月未満で、角が頭蓋骨に付着した後の場合は、除角器や、外科用ワイヤー鋸の一種であるジグリソーが使用される[16]。 除角器にはさまざまな種類があるが、角と成長点を除去するという点は共通している。角は硬く、除去にはより強い力を要し、切断器具はてこの原理を用いるものが必要とされる。ジグリソーは除角器が使用できない大きな角に対し用いられる。
- 最新の手法に、除角ペーストがある。除角ペーストは生後2日未満の子牛に対して用いられる。角の周囲の毛を刈ってからペーストを萌芽全体と、角の根元の成長点の周りに塗布する。ペーストは成長組織を破壊し、角は治癒後にかさぶたのように脱落する[16] 。この手法は雨天時に使用すると目や他の組織を侵す可能性がある。

同時に、除角後の牛はそうでない牛と比べ、少なくとも3週間は活動性が低く、哺乳の頻度が増えるという調査結果がある。これは患部への刺激を避けることや、不快感を和らげることが目的であると考えられている。鎮痛剤の投与は、除角の直前だけでなく、その後も長期間に行うことが必要だと考えられる。

### 拘束の方法
除角される動物は通常、保定または鎮静される。これにより除角が安全かつ適切に行われる。若齢の子牛はヘッドゲートに入れるか、無口で拘束する。生後数ヵ月以上の子牛はヘッドゲートに入れ、除角台や鉄棒で頭部を拘束する。ヒツジやヤギ等の小型動物は、手や無口での拘束をする場合がある。

### 疼痛コントロール
2007年、米国農務省（USDA）の国家動物衛生監視システム（National Animal Health Monitoring System、NAHMS）によると、アメリカのほとんどの牛が麻酔なしで除角を行われていた。調査では、10戸中9戸の酪農場で除角が行われているが、鎮痛剤や麻酔を投与したうえで除角しているのは20%未満だった。米国動物愛護協会のような動物愛護団体は、除角に反対しているが、除角の廃止は角によるヒトやウシの負傷リスクを増加させることになる。肉用牛繁殖において長期にわたって主流の無角遺伝子は酪農家の間で人気が高まっており、乳牛から生まれる無角の牛は毎年増加している。遺伝子検査によって、牛が角を持つ遺伝子を持っているかを判定することができる。

## 除角の方法による苦痛の違い
牛において、除角処置一時間後のコルチゾル値は高い順に、断角＞除角ペースト＞萌芽焼却となった。3時間後、6時間後でも断角は他の方法よりコルチゾル値が高かった。除角時苦悶行動は、萌芽焼却＞断角＞除角ペーストの順に高く、除角後の苦悶行動は、断角＞萌芽焼却＞除角ペーストの順に高い。ただし、いずれの方法でも、6時間後でもなお苦悶行動は多く、落ち着きのない行動や横臥位での無反応行動は除角ペースト個体でよく観察された。これは化学やけどを反映している可能性が示唆される。

## 公開討論
スイスでは、除角未実施の酪農家へ追加の補助金を支給するかどうかについて国民投票が行われた12（スイスでは75~90%の家畜が除角されている）。この国民投票は、農家のアルミン・カポールが除角に関する問題について10万以上の署名を得た結果である。しかしこれは政府によって反対され、否決された。